# Rožyšče
Rožyšče (ukrajinsky Рожище; rusky Рожище, Rožišče; polsky Rożyszcze) je město ve Volyňské oblasti na Ukrajině. Leží na řece Styr zhruba dvacet kilometrů severně od Lucku, správního střediska celé oblasti, směrem na Kovel. V Rožyšči žije přibližně 12 tisíc obyvatel.